# زیردریایی آی-۷۳
زیردریایی آی-۷۳ (به انگلیسی: Japanese submarine I-73) یک زیردریایی بود. این زیردریایی در سال ۱۹۳۵ ساخته شد.